# Tercera División de España 2010-11
La temporada 2010-11 de la Tercera División española de fútbol comenzó el 28 de agosto de 2010 y terminó el 26 de junio de 2011 con la promoción de ascenso a Segunda División B.

## Promoción de ascenso a Segunda División B

### Equipos clasificados
Los equipos clasificados para la Promoción de ascenso a Segunda División B de la temporada 2010-11 se exponen en la siguiente tabla: 
Se indican en negrita los equipos que consiguieron el ascenso.
| Grupo I                | Grupo II                      | Grupo III                      | Grupo IV           | Grupo V                  |
| ---------------------- | ----------------------------- | ------------------------------ | ------------------ | ------------------------ |
| 1º C.C.D. Cerceda      | 1º C. Marino de Luanco        | 1º S.D. Noja                   | 1º S.D. Amorebieta | 1º U.E. Llagostera       |
| 2º Racing C. de Ferrol | 2º A.D. Universidad de Oviedo | 2º S.D. Rayo Cantabria         | 2º C.D. Laudio     | 2º C.F. Montañesa        |
| 3º C.D. Ourense        | 3º U.P. Langreo               | 3º R. Racing C. de Santander B | 3º Sestao River C. | 3º Pobla de Mafumet C.F. |
| 4º Racing C. Villalbés | 4º C.D. Tuilla                | 4º A.D. Siete Villas           | 4º S.C.D. Durango  | 4º C.F. Reus Deportiu    |

| Grupo VI                  | Grupo VII                       | Grupo VIII                   | Grupo IX                     | Grupo X              |
| ------------------------- | ------------------------------- | ---------------------------- | ---------------------------- | -------------------- |
| 1º Valencia C.F. Mestalla | 1º F. Alcobendas Sport          | 1º Burgos C.F.               | 1º C.D. Comarca de Níjar     | 1º R.B. Linense      |
| 2º C.D. Olímpic           | 2º C.F. Pozuelo de Alarcón      | 2º G.C.E. Villaralbo C.F.    | 2º Alhaurín de la Torre C.F. | 2º San Fernando C.D. |
| 3º Novelda C.F.           | 3º A.D. Villaviciosa de Odón    | 3º Gimnástica Segoviana C.F. | 3º Loja C.D.                 | 3º C.D. Pozoblanco   |
| 4º C.F. La Nucía          | 4º U.D. S. Sebast. de los Reyes | 4º Arandina C.F.             | 4º Atlético Malagueño        | 4º C.D. Mairena      |

| Grupo XI           | Grupo XII                    | Grupo XIII                   | Grupo XIV                    | Grupo XV               |
| ------------------ | ---------------------------- | ---------------------------- | ---------------------------- | ---------------------- |
| 1º C.E. Manacor    | 1º U.D. Lanzarote            | 1º Costa Cálida C.F.         | 1º C.F. Villanovense         | 1º C.D. Tudelano       |
| 2º U.D. Poblense   | 2º U. D. Las Palmas Atlético | 2º Real Murcia C.F. B        | 2º Sporting Villanueva Prom. | 2º C.D. Izarra         |
| 3º C.E. Constància | 3º C.D. Tenerife B           | 3º Mar Menor C.F.            | 3º Arroyo C.P.               | 3º C.D. Valle de Egüés |
| 4º C.D. Binisalem  | 4º C. Atlético Granadilla    | 4º F.C. Cartagena - La Unión | 4º Jerez C.F.                | 4º U.D. Mutilvera      |

| Grupo XVI            | Grupo XVII         | Grupo XVIII            |
| -------------------- | ------------------ | ---------------------- |
| 1º Náxara C.D.       | 1º Andorra C.F.    | 1º C.D. Toledo         |
| 2º S.D. Logroñés     | 2º Real Zaragoza B | 2º Albacete Balompié B |
| 3º C.D. Anguiano     | 3º Utebo F.C.      | 3º La Roda C.F.        |
| 4º C. Haro Deportivo | 4º C.D. Binéfar    | 4º U.D. Almansa        |

|  | Clasificado para la ruta de campeones de grupo de la promoción de ascenso    |
|  | Clasificado para la ruta de no campeones de grupo de la promoción de ascenso |

### Equipos ascendidos
Los siguientes equipos obtuvieron el ascenso a Segunda División B:
| Grupo I - No ascendió ningún equipo de este grupo Grupo II - C. Marino de Luanco Grupo III - No ascendió ningún equipo de este grupo Grupo IV - S.D. Amorebieta - Sestao River C. Grupo V - U.E. Llagostera - C.F. Reus Deportiu Grupo VI - Valencia C.F. Mestalla - C.D. Olímpic | Grupo VII - U.D. San Sebastián de los Reyes Grupo VIII - Burgos C.F. - Gimnástica Segoviana C.F. - Arandina C.F. Grupo IX - No ascendió ningún equipo de este grupo Grupo X - R.B. Linense Grupo XI - C.E. Manacor Grupo XII - No ascendió ningún equipo de este grupo | Grupo XIII - No ascendió ningún equipo de este grupo Grupo XIV - C.F. Villanovense - Sporting Villanueva Promesas Grupo XV - No ascendió ningún equipo de este grupo Grupo XVI - No ascendió ningún equipo de este grupo Grupo XVII - Andorra C.F. Grupo XVIII - C.D. Toledo - La Roda C.F. |